# Pawel Wjatscheslawowitsch Kotow
Pawel Wjatscheslawowitsch Kotow (russisch Павел Вячеславович Котов, englisch Pavel Vyacheslavovich Kotov; * 18. November 1998 in Moskau) ist ein russischer Tennisspieler.

## Karriere

### Profitour
Kotow spielte auf der ITF Junior Tour bis Mitte 2016. Er erreichte dort mit Rang 34 seine beste Platzierung in der Junior-Weltrangliste und spielte in diesem Jahr bei zwei Junior-Grand-Slam-Turnieren.
Auf der Profitour spielt Kotow ab 2016 zunächst Turniere auf der unterklassigen Future, auf der er 2017 im Einzel drei Titel gewinnen konnte, wodurch er das Jahr erstmals in den Top 500 der Weltrangliste abschließen konnte. In den folgenden Jahren steigerte er das Ranking sukzessive weiter. 2018 erreichte er in Astana das erste Mal ein Challenger-Viertelfinale. Eine Woche später in Liberec erreichte er das Halbfinale. Nach einem erneuten Halbfinaleinzug in Koblenz 2019 konnte er fortan hauptsächlich bei Challengers antreten. Im Oktober desselben Jahres in Segovia erreichte er das erste Mal das Finale, in dem er Nicola Kuhn unterlag. Im Doppel schaffte Kotow Ende 2019 seinen ersten Einzug in ein Challenger-Finale in Helsinki.  An der Seite von Roman Safiullin im Februar 2020 in Cherbourg konnte er schließlich seinen ersten Turniersieg verbuchen.

## Erfolge
| Legende (Anzahl der Siege)  |
| Grand Slam                  |
| ATP World Tour Finals       |
| ATP World Tour Masters 1000 |
| ATP World Tour 500          |
| ATP World Tour 250          |
| ATP Challenger Tour (4)     |

### Einzel

#### Turniersiege
| Nr. | Datum             | Turnier    | Belag         | Finalgegner      | Ergebnis       |
| --- | ----------------- | ---------- | ------------- | ---------------- | -------------- |
| 1.  | 12. Dezember 2021 | Forlì (1)  | Hartplatz (i) | Andrea Arnaboldi | 6:4, 6:3       |
| 2.  | 23. Januar 2022   | Forlì (2)  | Hartplatz (i) | Quentin Halys    | 7:5, 6:75, 6:3 |
| 3.  | 14. August 2022   | San Marino | Sand          | Matteo Arnaldi   | 7:65, 6:4      |

#### Finalteilnahmen
| Nr. | Datum            | Turnier   | Belag         | Finalgegner  | Ergebnis       |
| --- | ---------------- | --------- | ------------- | ------------ | -------------- |
| 1.  | 22. Oktober 2023 | Stockholm | Hartplatz (i) | Gaël Monfils | 6:4, 6:76, 3:6 |

### Doppel

#### Turniersiege
| Nr. | Datum            | Turnier   | Belag         | Partner         | Finalgegner               | Ergebnis           |
| --- | ---------------- | --------- | ------------- | --------------- | ------------------------- | ------------------ |
| 1.  | 16. Februar 2020 | Cherbourg | Hartplatz (i) | Roman Safiullin | Dan Added Albano Olivetti | 7:66, 5:7, [12:10] |

## Abschneiden bei Grand-Slam-Turnieren

### Einzel
| Turnier         | 2022 | 2023 | 2024 | 2025 | Karriere |
| --------------- | ---- | ---- | ---- | ---- | -------- |
| Australian Open | —    | 1    | 2    | 1    | 2        |
| French Open     | 1    | Q1   | 3    | Q1   | 3        |
| Wimbledon       | —    | —    | 1    | Q1   | 1        |
| US Open         | 1    | 1    | 1    |      | 1        |

Zeichenerklärung: S = Turniersieg; F, HF, VF, AF = Einzug ins Finale / Halbfinale / Viertelfinale / Achtelfinale; 1, 2, 3 = Ausscheiden in der 1. / 2. / 3. Hauptrunde; Q1, Q2, Q3 = Ausscheiden in der 1. / 2. / 3. Qualifikationsrunde; nicht ausgetragen